# 塞方丹
塞方丹（法語： 或 ，法語發音：[sɛfɔ̃tɛn]）是法国杜省的一个市镇，属于蓬塔利耶区。

## 地名
该地正式名称为“Septfontaine”，但在IGN地图和官方网站上通常被拼写为“Septfontaines”；其在当地土语里的含义为“无泉”，并非字面意思的“七泉”，且发音为[sɛfɔ̃tɛn]。由于前面的“sept”，该地名末尾常常加“s”，写作“Septfontaines”。
“方丹”（Fontaine）意为“泉”。法语地名通名在“枫丹白露”（Fontainebleau）等少数拥有传统译名的地名中译作“枫丹”，不过在《世界地名翻译大辞典》、《世界地名译名词典》和《法国地图册》等主流地名译名类书籍资料中多译作“方丹”。

## 地理
塞方丹（46°58'55"N, 6°11'1"E）面积18.37 平方千米，位于法国勃艮第-弗朗什-孔泰大區杜省，该省份为法国东部内陆省份，北起上索恩省，西接汝拉省，东部及东南部与瑞士接壤，东北部与贝尔福地区省接壤。
与塞方丹接壤的市镇（或旧市镇、城区）包括：阿马泰-韦西尼厄、沙佩勒迪安、埃维莱尔、勒维耶、瓦勒迪西耶。
塞方丹的时区为UTC+01:00、UTC+02:00（夏令时）。

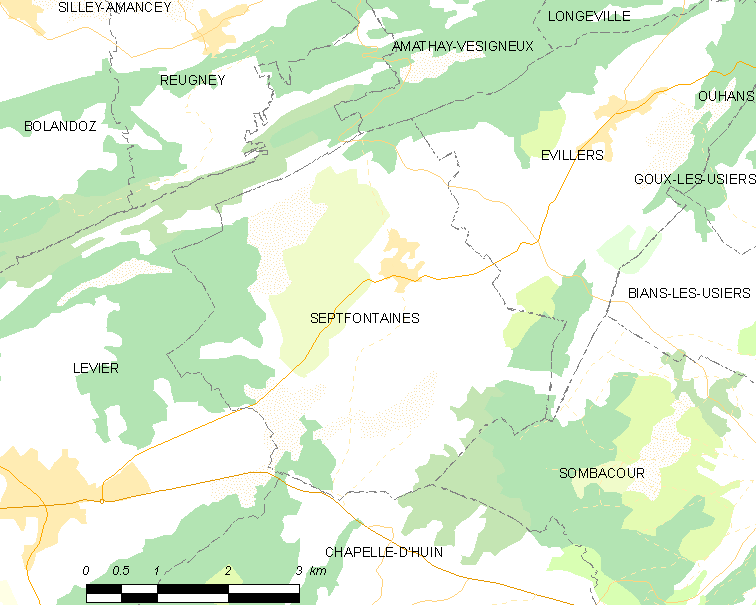
塞方丹的OSM定位图

## 行政
塞方丹的邮政编码为25270，INSEE市镇编码为25541。

## 政治
塞方丹所属的省级选区为奥尔南县。

## 人口

1962-2008年间塞方丹人口变化图示

塞方丹于2022年1月1日时的人口数量为383人。